# Trabeculus schillingi
Espèce
Trabeculus schillingi est une espèce de poux de la famille des Philopteridae. On le retrouve dans les plumes de certaines espèces d'oiseaux, notamment le Pétrel de Madère.